# Schwere Naturen

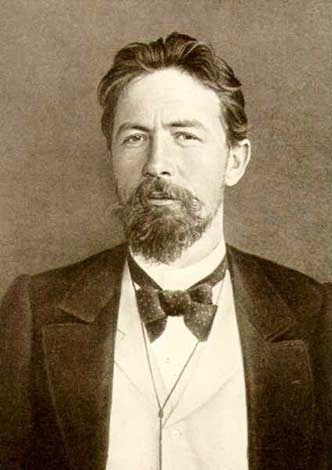
Anton Tschechow

Schwere Naturen (russisch Тяжёлые люди, Tjascholyje ljudi) ist eine Kurzgeschichte des russischen Schriftstellers Anton Tschechow, die am 7. Oktober 1886 in der Sankt Petersburger Tageszeitung Nowoje wremja erschien. Zu Lebzeiten des Autors wurde der Text ins Bulgarische übersetzt.

## Inhalt
Der Pope Johann hatte von der Gutsbesitzerin vormals ein kleines Landgut geschenkt bekommen. Johann hatte es seinem Sohn Jewgraf Iwanowitsch Schirjajew vererbt. Fedossja Semjonowna hat mit Schirjajew fünf Kinder. In einem Vierteljahrhundert Ehe hat sie sich immer noch nicht an den schwierigen Charakter ihres Mannes gewöhnt. So verursacht sie ausgerechnet während der gemeinsamen Mahlzeit einen Wutausbruch des Hausherrn. Ursache ist die Geldnot des ältesten Sohnes Pjotr. Der will den Abendzug nach Moskau nehmen und dort seine Studien fortsetzen. Pjotr braucht Geld für die Fahrkarte, Unterkunft, Verpflegung und für neue Kleidung. Diesmal lässt Pjotr den wütenden väterlichen Vorwurf, er sei ein Schmarotzer, nicht auf sich sitzen und weist, ebenso aufbrausend wie sein Vater und sein seliger Großvater Johann, das väterliche Almosen zurück.
Der Student verlässt das Elternhaus und tritt auf herbstlich-schlammigem Feldweg den Marsch nach Moskau an. Der Zorn verraucht beim Laufen. Pjotr denkt an den bevorstehenden ersten Schnee. Ohne eine Kopeke in der Tasche wird er bald – spätestens in der Kursker oder Serpuchower Gegend – am Wege erfrieren. Als er an der Bahnstation in einem eleganten Landauer eine ihm bekannte Gutsbesitzerin erkennt und freundlich lächelnd grüßt, nennt er sich insgeheim einen Lügner. Pjotr denkt an seine liebe Mutter, die, genau wie er, die familiären Probleme vor den Leuten zumeist mit einer Lüge übertüncht.
Pjotr marschiert zurück. Der Vater daheim fühlt sich schuldig. Pjotr bleibt hart und redet dem Vater ins Gewissen. Der Vater dürfe die Mutter nicht quälen. Der Gemaßregelte widerspricht. Pjotr aber bleibt dabei; nennt den Vater einen Grobian. Die Mutter will etwas sagen, bringt aber keinen Ton heraus. Der Vater wirft ihr Erziehungsfehler vor.
Pjotr legt sich auf sein Bett. Der böse Zwist schmerzt ihn. Er gibt weder dem Vater Schuld noch bemitleidet er die Mutter. Zweimal kommt in der Nacht die verstörte Mutter und bekreuzigt ihn. In der Frühe verabschiedet er sich vom Vater. Der sagt dem Sohn Lebewohl und stellt das Geld zur Verfügung. Pjotr lässt sich vom Knecht auf den Bahnhof kutschieren.

## Verfilmung
- 2002, Russland, Ukraine; Nikola Film: Tschechow-Motive[2] – Episodenfilm von Kira Muratowa.

## Deutschsprachige Ausgaben
Verwendete Ausgabe
- Schwere Naturen. S. 211–220 in Gerhard Dick (Hrsg.) und Wolf Düwel (Hrsg.): Anton Tschechow: Das schwedische Zündholz. Kurzgeschichten und frühe Erzählungen. Deutsch von Georg Schwarz. 668 Seiten. Rütten & Loening, Berlin 1965 (1. Aufl.)[3]